# Копировальный станок
Копировальный станок — станок, который служит для получения на деталях криволинейных или плоских поверхностей. Копировальные станки ранее работали только по копиру, позднее, с появлением микропроцессорной и компьютерной техники, внедрены в производство станки цифрового копирования, работающие по программе задаваемой через компьютер.
Основным узлом копировального станка является копировальное устройство.
Широко распространены копировально-фрезерные станки (в металлообработке), токарные и фрезерные (в деревообработке). Многие токарно-винторезные станки штатно комплектуются приспособлением для копирования.